# Russellville (Arkansas)
Russellville è una città degli Stati Uniti d'America situata nel centro-nord dello Stato dell'Arkansas. È il capoluogo della Contea di Pope. La sua area metropolitana comprende anche la Contea di Yell.

## Geografia fisica
Le coordinate geografiche di Russellville sono 35°16′42″N 93°08′13″W (35.278429, -93.136820). La città ha una superficie di 73,3 km², di cui 73.2 occupati da terra e 0.1 da acqua.

## Società

### Evoluzione demografica
Al censimento del 2000, risultarono 27 920 abitanti, 10318 nuclei familiari e 6383 famiglie residenti in città. Ci sono 11124 alloggi con una densità di 152.4/km². La composizione etnica della città è 83.2% bianchi, 5.5% neri o afroamericani, 0.7% nativi americani, 1.6% asiatici, 0.0% originari delle isole del Pacifico, 6.7% di altre razze e 11.7% ispanici e latino-americani. Dei 10318 nuclei familiari il 28.9% ha figli di età inferiore ai 18 anni che vivono in casa, 42.3% sono coppie sposate che vivono assieme, 14.4% è composto da donne con marito assente, e il 38.1% sono non-famiglie. Il 30.1% di tutti i nuclei familiari è composto da singoli 10.5% da singoli con più 65 anni di età. La dimensione media di un nucleo familiare è di 2.39 mentre la dimensione media di una famiglia è di 2.97. La suddivisione della popolazione per fasce d'età è la seguente: 22.6% sotto i 18 anni, 21.4% dai 18 ai 24, 23.8% dai 25 ai 44, 19.9% dai 45 ai 64, e il 12.4% oltre 65 anni. L'età media è di 29.1 anni. Per ogni 100 donne ci sono 95.7 maschi. Per ogni 100 donne sopra i 18 anni, ci sono 93.8 maschi. Il reddito medio di un nucleo familiare è di $38,234 mentre per le famiglie è di $49,440. Gli uomini hanno un reddito medio di $30,133 contro $19,906 delle donne. Il reddito pro capite della città è di $19,637. Circa il 14.5% delle famiglie e il 18.8% della popolazione è sotto la soglia della povertà. Sul totale della popolazione il 25.8% dei minori di 18 anni e il 9.1% di chi ha più di 65 anni vive sotto la soglia della povertà.